# Abrostola jagowi
Abrostola jagowi är en fjärilsart som beskrevs av Max Bartel 1904. Abrostola jagowi ingår i släktet Abrostola och familjen nattflyn. Inga underarter finns listade i Catalogue of Life.